# Cueva de las Bestias
La Cueva de las Bestias es un abrigo natural que conserva una de las representaciones de arte rupestre más espectaculares del neolítico en el desierto del Sahara.

## Geografía
El abrigo se encuentra en el Wadi Sora al sur de la meseta de Gilf Kebir en el extremo suroeste de Egipto limítrofe con Sudán y Libia, más exactamente en el desierto Líbico. El lugar está deshabitado hoy en día y forma parte de la zona más árida del Sahara.

## Descubrimiento
El abrigo fue descubierto en el año 2002 por los arqueólogos Massimo y Jacopo Foggini y Ahmed Mestikawi, razón por la que también es nombrado cueva Foggini-Mestikawi o cueva Foggini. En el año 2010 científicos de la universidad de Colonia (Alemania) llevaron a cabo un exhaustivo registro del abrigo y denominaron el lugar cueva Wadi Sora II.

## Historia y paleoclima
Las pinturas se realizaron hace aproximadamente 7000 años, en los albores del Neolítico. En aquella época el Sahara estaba todavía húmedo. Testimonio de aquel período es un lago holoceno, hoy desaparecido, al pie del abrigo. Al terminarse el Óptimo Climático del Holoceno hace 6000 años, las precipitaciones cesaron, lo que provocó el abandono del sitio en el marco de la desertización del Sahara.
Se sabe de su existencia desde principios del siglo XX y fue visitada por muchos arqueólogos, pero no fue hasta 2012 que fue estudiada durante un tiempo prolongado. Los investigadores creen que es única porque, a diferencia de la mayoría de los sitios de arte rupestre, incluye representaciones de la vida cotidiana en el desierto.
Está decorada con cientos de pinturas que incluyen vívidas escenas de caza, actividades domésticas como la cocina y el baile, animales tanto conocidos como desconocidos, plantas silvestres, barcos de hasta 30 metros de largo e incluso cometas.

## Descripción de las pinturas
El abrigo contiene un panel de 17 m de largo y 3 metros de alto con más de 5000 figuras pintadas sobre todo en rojo, pero también en amarillo, blanco y negro representando manos y pies en negativo, grupos de hombres y unos animales mitológicos teriántropos y acéfalos, denominados bestias a las que el abrigo debe su nombre. Aunque el símbolo de las manos en negativo se suele encontrar en muchas cuevas del globo, las bestias se encuentran solo en el Wadi Sora. Las pinturas están muy bien conservadas y representan diferentes temas parcialmente pintados superpuestos. Unos grabados en bajorrelieve rematan el abrigo.
Las manos negativas están estarcidas y forman el estrato más antiguo mientras las pequeñas figuras blancas y los grandes individuos en amarillo son de creación más reciente dando fe de un uso prolongado del abrigo.
Las bestias son las protagonistas, muchas de las cuales han sufrido ataques de mutilación ya en tiempos prehistóricos. Rodeadas de seres humanos, destacan por su forma y su tamaño. Tienen una cola larga y un cuerpo de felino con patas en forma de pie humano o de animales. Aunque sin cabeza parecen devorar o escupir seres humanos. Algunas están envueltas en lo que parece una red dorada.
El resto de pinturas muestran grupos de seres humanos bailando o incluso flotando o nadando, como en la Cueva de los nadadores, aunque no siempre parecen estar relacionados con las bestias: En la parte inferior de la izquierda, aprovechando una grieta natural, aparecen por encima de la misma un grupo de personas manteniendo una honda en las manos levantadas. Por debajo de la grieta hay otro grupo de tamaño más pequeño con una mano levantada mirando hacia un lado. Esparcidas por las paredes del abrigo hay representaciones de fauna silvestre: un elefante, avestruces, antílopes y jirafas. 
La interpretación de las figuras es compleja; algunos investigadores han propuesto considerarlas el prototipo de las divinidades del Antiguo Egipto.

## Galería

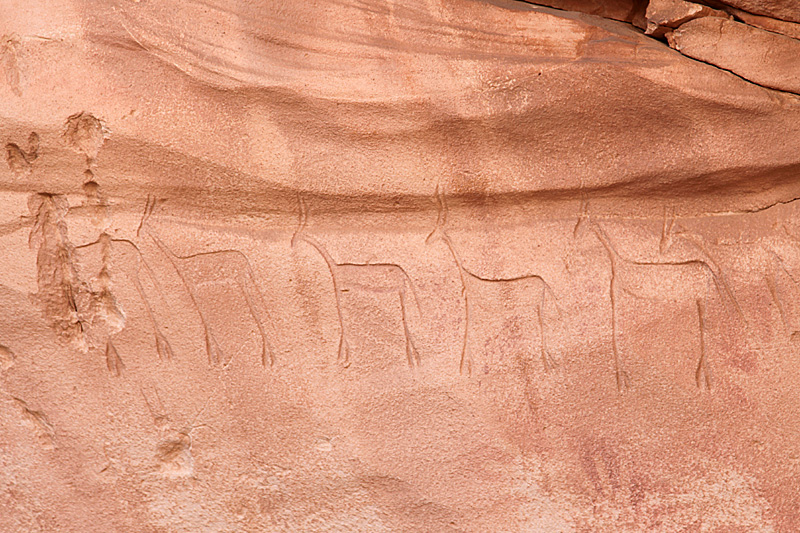
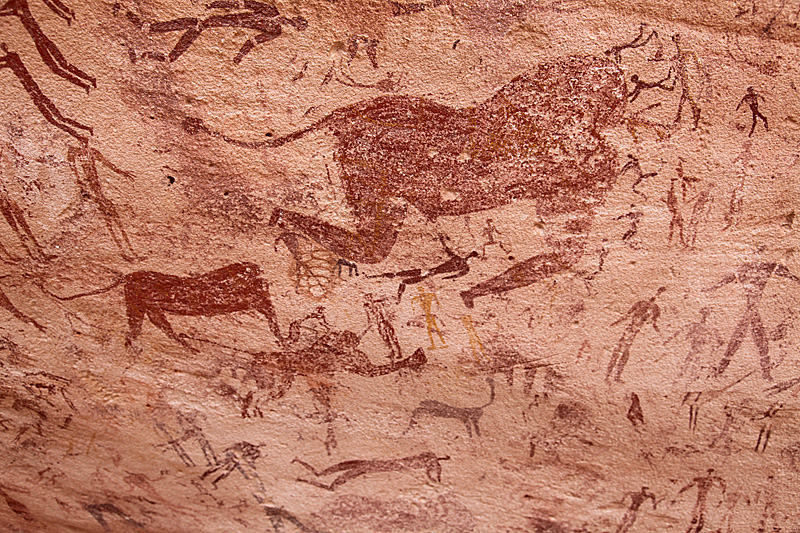
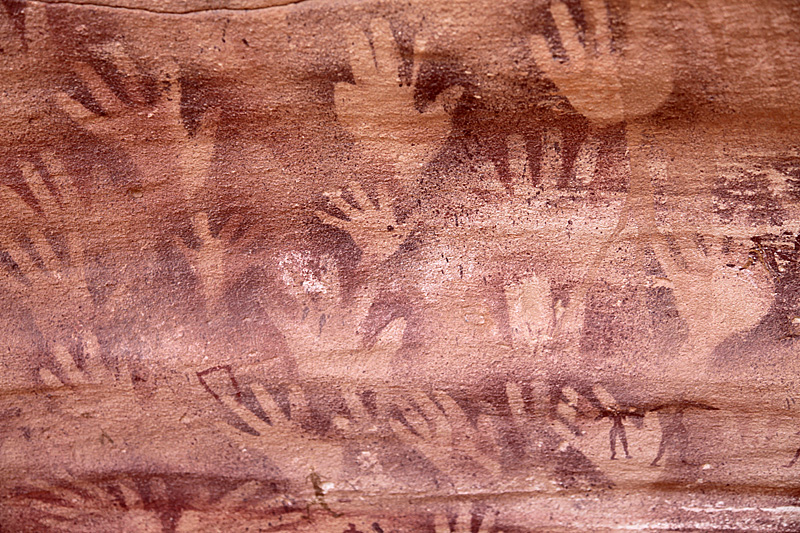
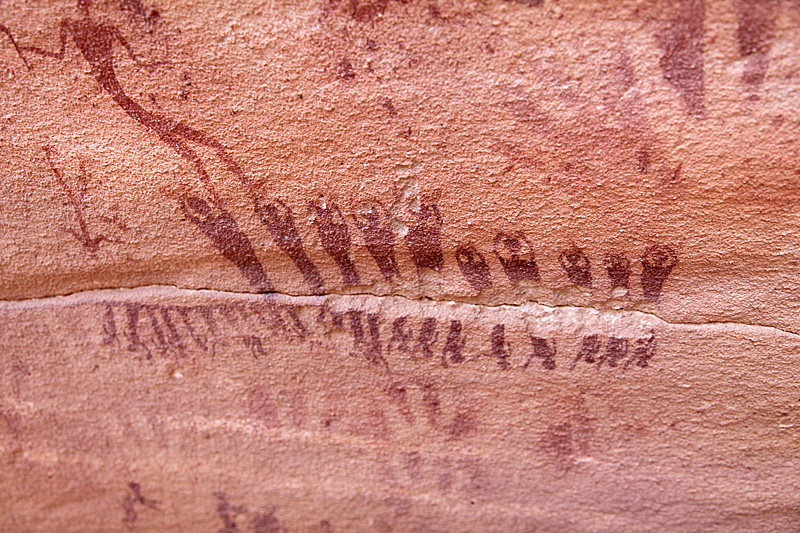
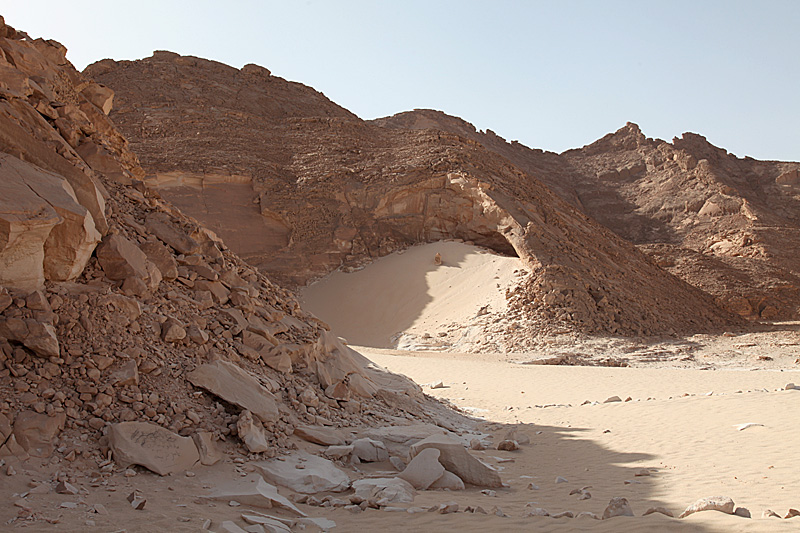
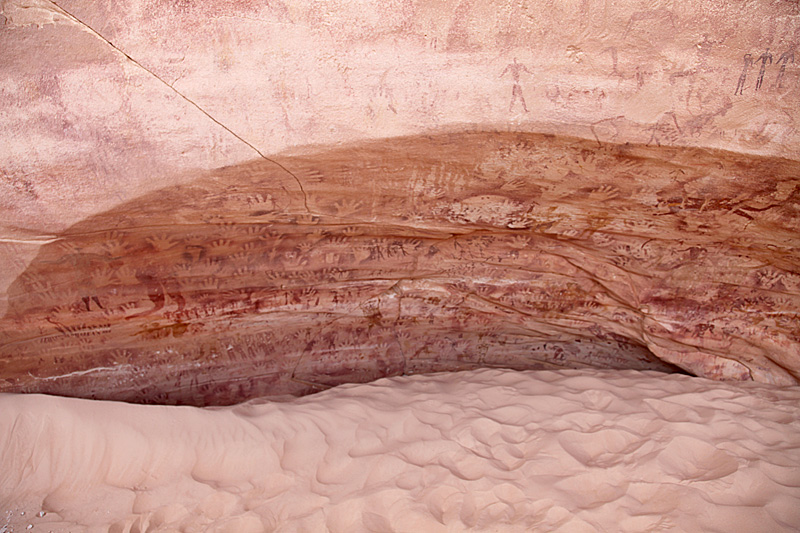
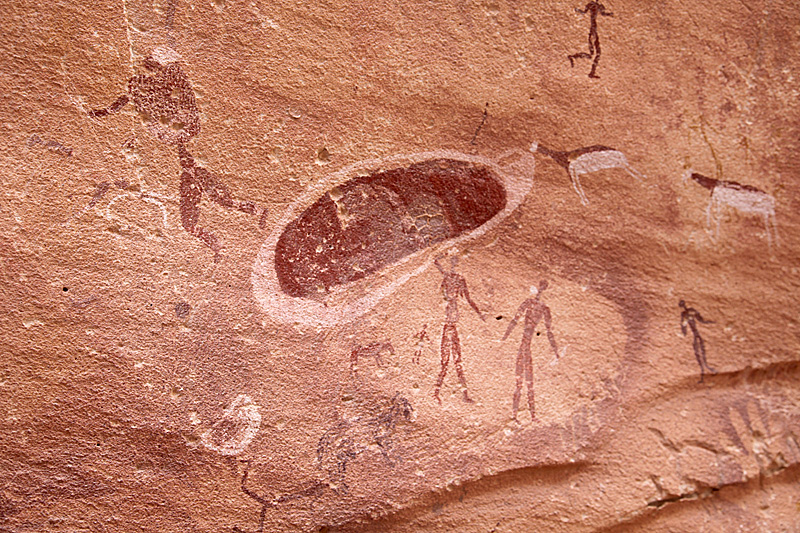
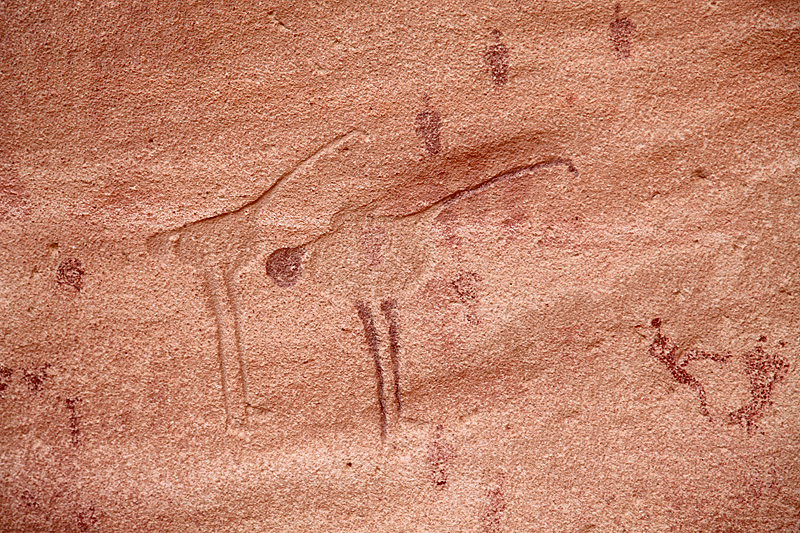
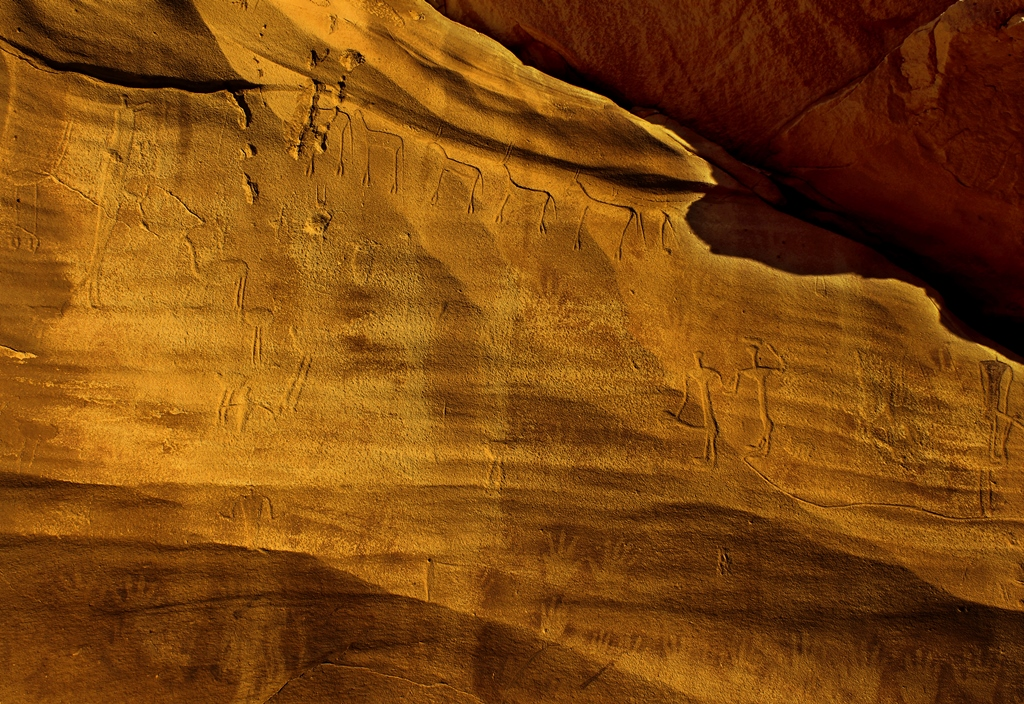
Gacelas grabadas en la parte superior de la cueva

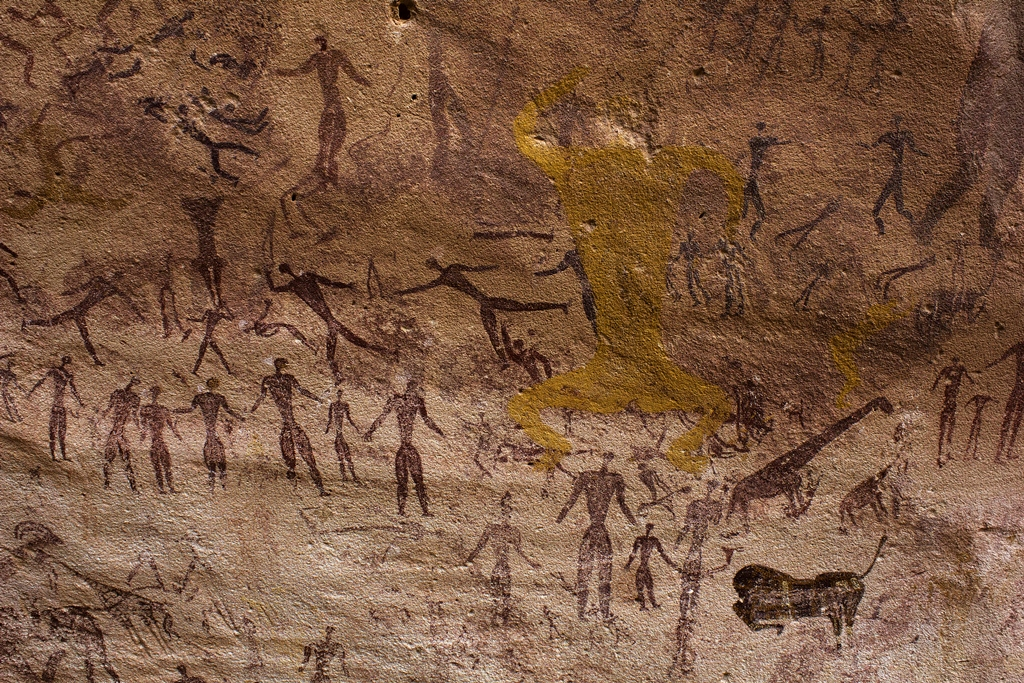
Figuras amarillas sobre grupos de hombres bailando.

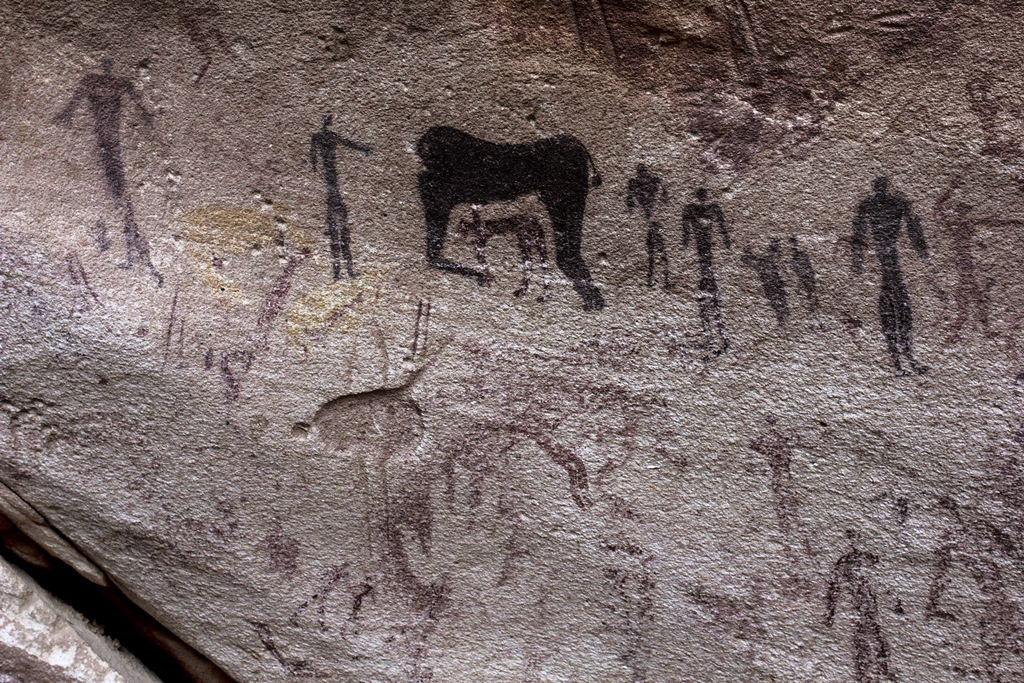
Detalle de una bestia.

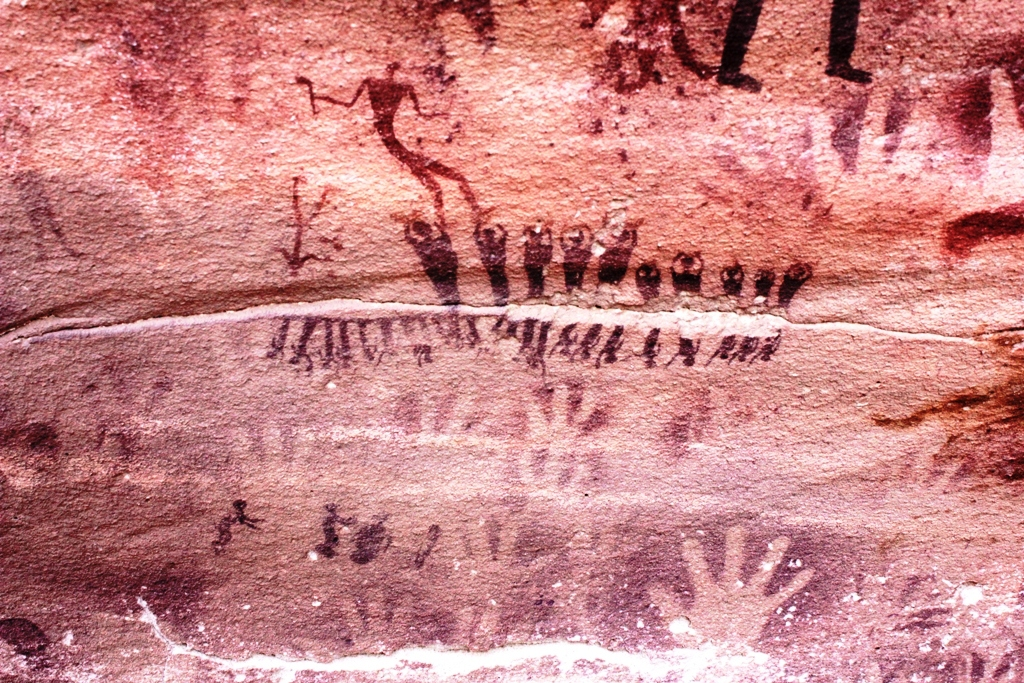
Varios grupos de hombres sobre manos estarcidas.